# طاس (ساز)

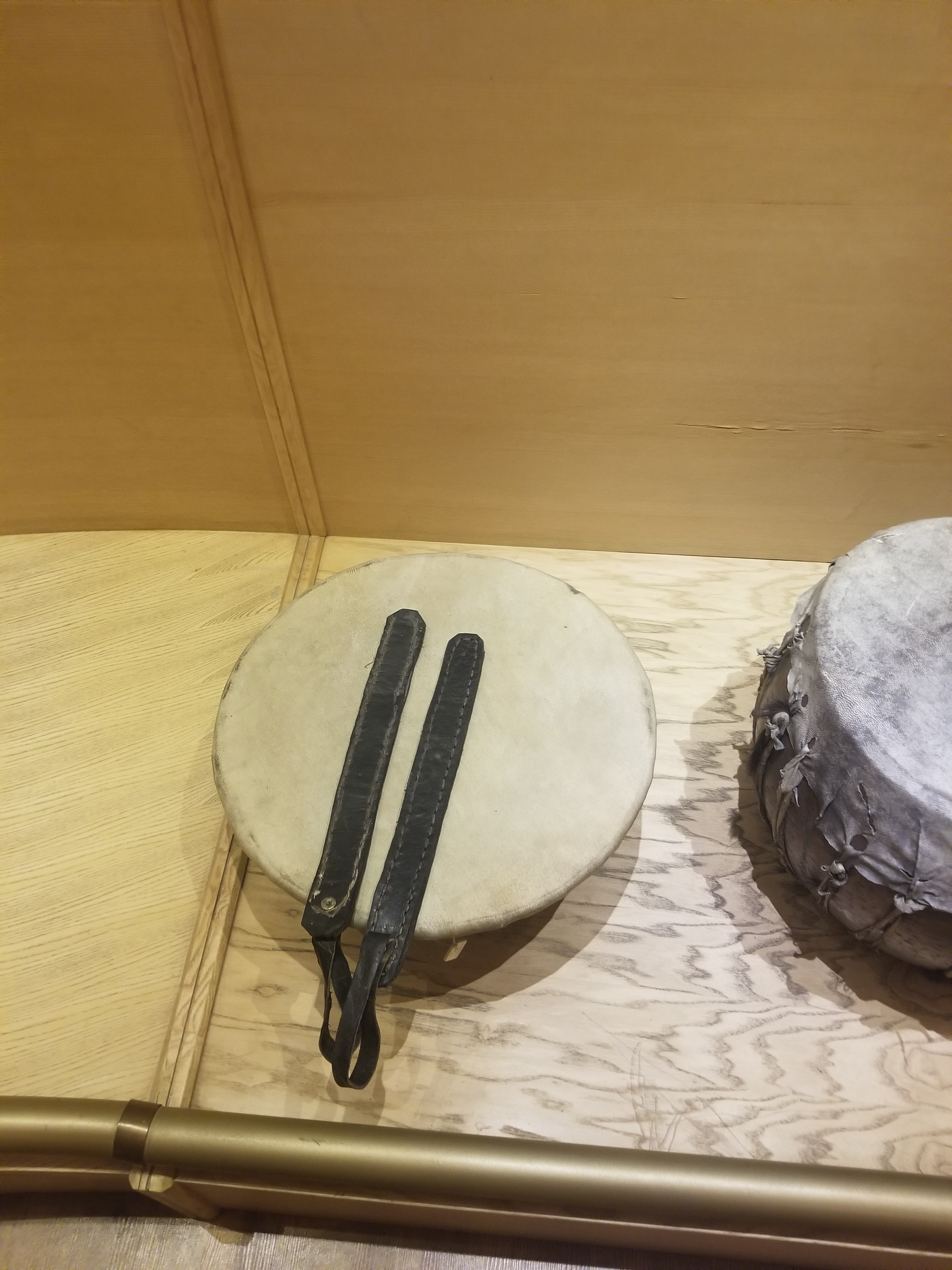
تصویری از طاس کردی در موزه موسیقی ایران

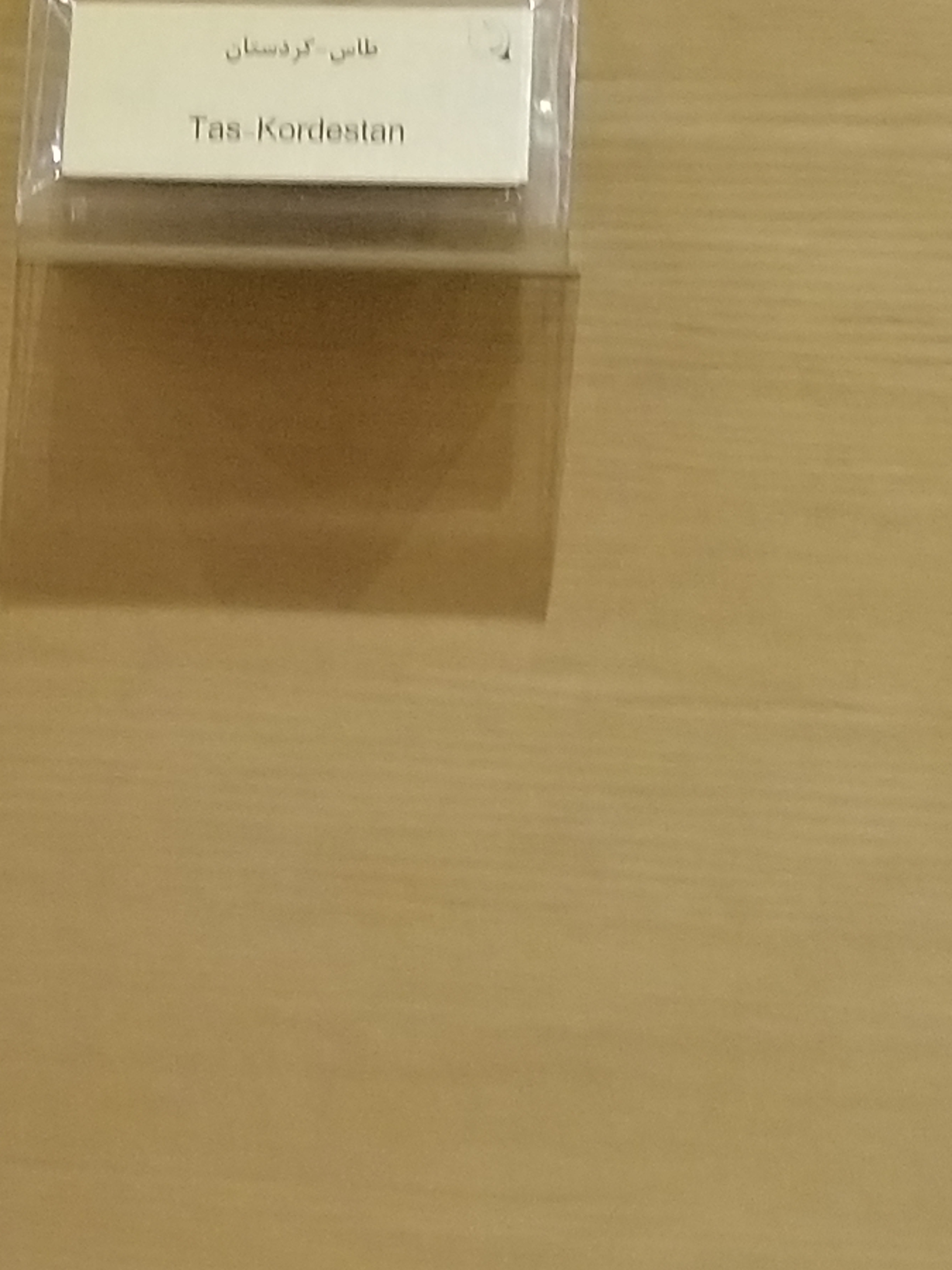
برچسب ساز طاس در موزه موسیقی ایران: طاس، کردستان

طاس سازی کردی از نوع کوبه‌ای است که بیشتر در موسیقی خانقاهی کاربرد دارد. که کاسه آن از جنس مس است و روی آن پوست گاو یا گوسفند می‌کشند و با چوب، تسمه چرمی یا لاستیکی بر آن می‌کوبند. استفاده از طاس در مرحله ذکر و قیام صورت می‌گیرد. بیشتر با دوطبله و دف زده می‌شود، اما ممکن است با دهل و دوزله هم نواخته شود.
توسط این ساز نغماتی با عناوین زیر اجرا می‌شود:
- حیران
- گریان
- فتاح پاشایی
- لبلان
- زنگی زنگی
- سه‌جار
- شلان

در سالهای اخیر نیز از این ساز در موسیقی عرفانی و همراه با گروه دف و سماع استفاده شده است؛ 
از نوازندگان معروف این ساز می‌توان به استادان: سید خلیل عالی نژاد و رامتین کاکاوندی و امجد ابراهیمی، اشاره کرد. 